# Apolo de Pinedo
El Apolo de Pinedo es una estatua de bronce fundido hallada de manera fortuita por unos submarinistas el 8 de diciembre de 1963 en aguas cercanas a la localidad de Pinedo (en el municipio español de Valencia). Actualmente forma parte de la colección del Museo de Prehistoria de Valencia. En el momento del descubrimiento le faltaba la pierna derecha, que fue recuperada algo después y se le reimplantó en 1994.

## Descripción
El Apolo de Pinedo debió de formar parte del cargamento de un barco naufragado. La estatua representa la figura de un joven desnudo, que Domingo Fletcher identificó con el dios romano Apolo. Su postura, sedente, muestra una actitud indolente: la cabeza se vence ligeramente hacia el lado izquierdo, como si el cuello no pudiera soportar su peso, al mismo tiempo que la barbilla asciende pronunciadamente. Por otro lado, el brazo derecho se eleva sobre la cabeza describiendo la figura de un arco y buena parte del peso de la figura recae sobre su flanco izquierdo. El peso restante descansa sobre la pierna izquierda, que aparece ligeramente encogida con la finalidad de afirmarse mejor sobre el asiento, mientras que la pierna derecha se extiende hacia delante con el pie girado al exterior. Se desconoce el tipo de soporte sobre el que habría de descansar la estatua; con todo, dado que la zona de los glúteos estaba precortada, la opción más probable parece la de un asiento rocoso, de acuerdo con la moda introducida en el Helenismo de representar divinidades como Apolo en un espacio natural. La estatua es algo menor del natural (1,45 m) y se elaboró mediante el método de la cera perdida, con piezas diferenciadas posteriormente unidas con soldadura. Se realizó probablemente en época imperial (siglos I o II), como reflejo de la propagación del culto apolíneo por parte de Augusto y dado que la mayoría de obras similares halladas son también de dicho periodo.
Se trata de una evidente copia romana del Apolo Delfinio, realizado originalmente por Demetrio de Mileto a finales del siglo II a. C. Asimismo, guarda estrechos paralelismos con dos relieves escultóricos procedentes de los teatros de Arlés y de Mileto, así como con un ejemplar en bulto redondo de la isla de Delos. Además, varias pinturas murales procedentes de Pompeya, muestran a Apolo sentado con un brazo sobre la cabeza y el otro apoyado en la cítara, en una posición muy similar a la del Apolo de Pinedo que, atendiendo a la postura de su brazo izquierdo, debía de apoyarse sobre una lira o una cítara. Respecto a su uso final, es complicado realizar una suposición fiable: pudo ser para un espacio público, ya religioso o civil, aunque también podría haberse encargado para decorar una domus o una villa rústica.